# 2011年イエメン騒乱
2011年イエメン騒乱（2011ねんイエメンそうらん）は、イエメンにおいて2011年から2012年にかけて発生した大規模な反政府デモとそれに付随する事件の総称である。この結果、北イエメン時代より30年以上も政権を維持したアリー・アブドッラー・サーレハは2011年12月に大統領権限を副大統領アブド・ラッボ・マンスール・ハーディーに移譲し暫定政権に移行、長期政権に事実上の幕を下ろした。一連の反政府運動は、チュニジアでのジャスミン革命が他のアラブ諸国に波及したアラブの春のうちの一つとして数えられている。

## 背景

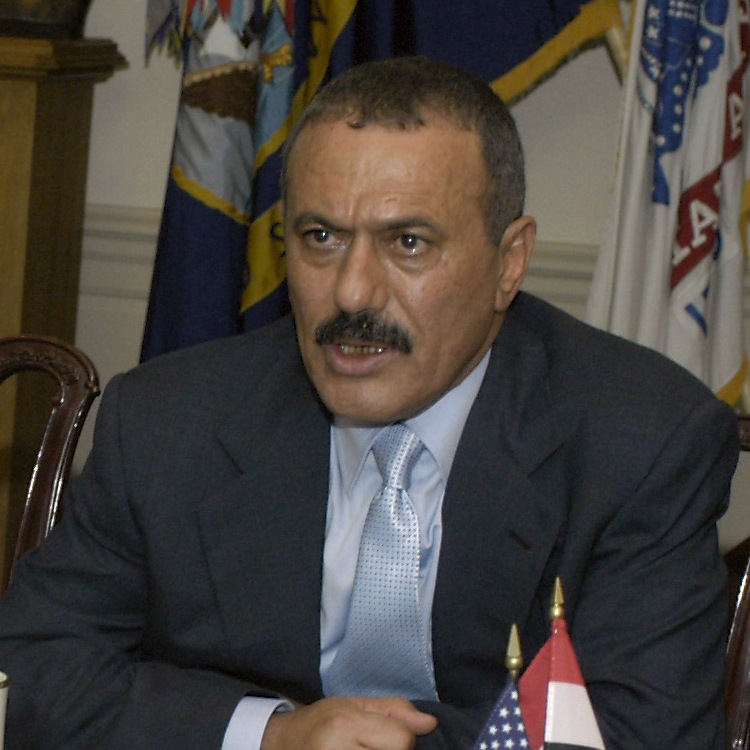
アリー・アブドッラー・サーレハ大統領

イエメンはアラブ諸国でも最貧国の一つに挙げられ、失業率が3割を超えるほか、国民の半分は1日2ドル以下で生活しているとされる。
このほか、与党国民全体会議が2010年12月より大統領職の任期見直しに着手し、これが大統領の任期を無期限で延長することを可能にする、事実上の終身大統領制の導入につながると批判されてきた。またサーレハ自身が息子アフマド・サーレハ（共和国防衛隊司令官）への世襲を考えているとされるなど、強権政治に対する不満があった。
またイエメンそのものが1990年まで南北に分裂しており、1994年にも内戦が起こるなど南部の再分離独立の志向が未だに高い（デモが旧南イエメン中心なのは、サーレハ大統領が旧北イエメン出身者ということもあり、旧北イエメン中心の政策に対する不満から来ている）。
こうした数々の政府に対する不満がチュニジアでのジャスミン革命と結びつき、反政府運動につながったと指摘されている。
アラビア半島のアルカーイダの活動が活発になった。

## 推移

### 大学で始まったデモ
チュニジアでベン＝アリー政権が倒れた4日後の1月18日、首都サナアのサナア大学において学生数百人が反政府デモを実施。警官隊が出動し、威嚇発砲を行う騒ぎとなった。1月22日にはサナア大学で再びデモが発生し、学生だけでなくイエメン改革党など野党勢力もあわせて2,500人が参加した。これに対し、治安部隊は催涙弾などを使用し抑えこみを図った。また同時に政府を支持する側である与党国民全体会議派の学生もデモを実施した。この22日の抗議活動が、サーレハを名指しで批判する初のデモであったとされている。いずれのデモにおいてもベン＝アリー政権崩壊に触れられており、ジャスミン革命がイエメンにも飛び火した形となった。1月23日のサナアでのデモでは参加者19人が逮捕された。
反政府デモが発生したのは首都サナアだけではなく、分離独立の志向が高いとされる南部では1月20日に数千人規模のデモが発生。南部アデンでは抗議活動を行っていた1人が警官隊に射殺され、ラウダルではアルカーイダとみられるメンバーが兵士1人を射殺するなど、双方に犠牲者が出た。1月27日にはサナアでのデモに1万6千人が参加し、過去最大級となった。

### 次期大統領選挙への不出馬
こうした一連の反政府活動に、サーレハは減税や物価抑制策の発表、また貧困世帯へ現金の支給を行ったり、公立の大学における学費を免除するなどの政策を行うなど、不満をそらすための対応に追われた。大規模なデモを翌日に控えていた2月2日、先手を打つ形で議会において2013年の任期満了をもって大統領を退き、息子アフマドへの世襲もしないことを表明した。
だがあくまで大統領の即時辞任を求める野党側は2月3日のデモを予定通り実施し、「怒りの日」と呼称した。当初はタハリール広場にて行われる予定であったが、国民全体会議が呼びかけた大統領支持派が広場を埋め尽くしたため会場がサナア大学に変更され、それぞれに数万人が集まった。またこの日、アデンで行われた反政府デモに治安部隊が発砲した。3日にはハッカー集団アノニマスにより大統領のウェブサイトが攻撃され、一時閲覧不能となった。

### 2月11日以降のデモ

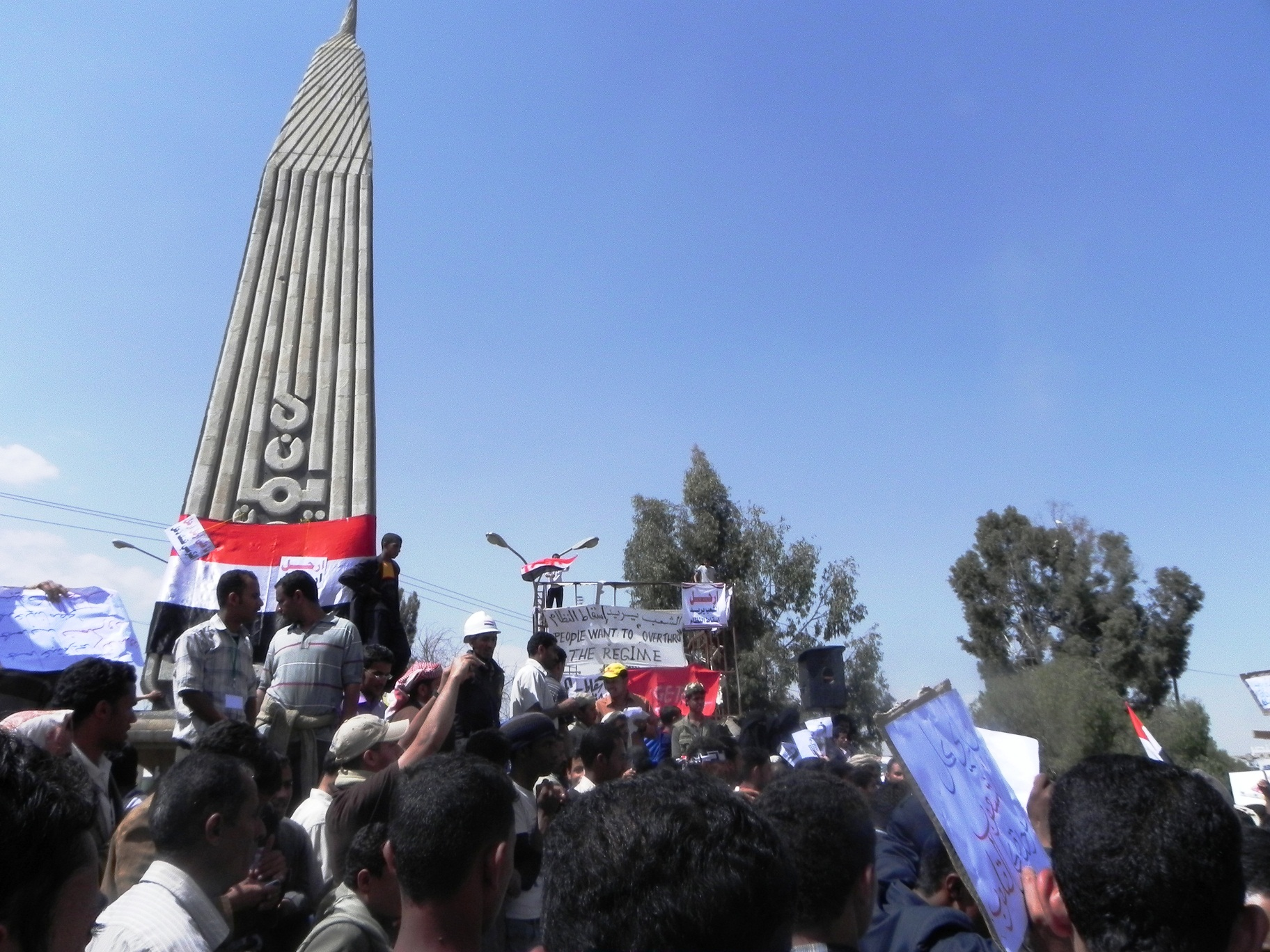
サナア大学における反政府デモ、2011年2月21日

その後、2月11日からは連日のようにデモが発生した。11日にはアデンなどで分離独立を要求して3,000人がデモ行進した。一連の騒乱の中で、これまでの野党勢力によるものではなく、分離独立派による初のデモであるとされている。またエジプトではホスニー・ムバーラク大統領が退陣を余儀なくされるに至り、勢いに乗った反政府勢力は翌12日にはサナアでデモを実施し4,000人が集まった。13日のデモでは2,000人が大統領宮殿へ向けて行進を行おうとしたが警官隊に阻止され、負傷者と拘束者を出した。14日、15日にも首都でのデモにそれぞれ3,000人が集まった。一連のデモに対抗するため、政府側は支持派をバスで反政府デモが行われている現場に送り込んだ。
連日のデモでは治安部隊との衝突が起こっており、特に16日以降は治安部隊の発砲による犠牲者が連日出るようになり、さらに緊張が高まった。16日のアデンでのデモでは治安部隊が発砲したことで2人が死亡。同じ16日には裁判官が司法の独立や給与の引き上げを求め、法務省の前でデモを行なっている。17日にはデモ隊と大統領支持派が互いに投石を行うなど衝突し25人以上が負傷し、アデンではまたも治安部隊が銃を乱射し4人が死亡した。18日には大規模なデモが以前より呼びかけられており、アデンで銃撃を受けた3人が死亡、またタイズでは手榴弾によりデモ隊1人が死亡した。
一向に収まらないデモに対しサーレハは11日、公務員や兵士の給与を引き上げる検討を開始し、18日には2月下旬に予定していたアメリカ訪問を取りやめた。2月21日には記者会見にて即時退陣を否定し、一方で治安部隊に対してデモ隊への発砲を禁止したことを明かした。25日にはサーレハの退陣を求めるサナアの8万人デモやアデンのデモに治安部隊が発砲し10人前後の死者が出た。タイズではデモ隊に手榴弾が投げ込まれ、2人が死亡した。17日からの死者合計は24人になった。また、大統領支持だった主要部族のうちハーシド部族連合とバーキル部族連合が反政府派に加わった。

### 3月の動き
3月1日からデモが拡大。アデンとの連帯を示すためという。北部アムランでデモ隊に軍が発砲、2人が死亡。北部セムラでもデモ隊に軍が発砲、4人が死亡し、7人が負傷。また首都サナアで数万人規模のデモが発生した。18日にはサナア大学の校内にいるデモ隊と武装した政府支持者が衝突。これに対して、建物の屋上や家内から治安部隊の狙撃手が実弾を用いてデモ隊に発砲。52人が死亡、100人以上が負傷した。犠牲者はデモ発生以来最大規模となった。多くが頭部や首を撃たれていたという。この事態を受けて、サーレハ大統領は全土に非常事態を宣言した。
3月19日にはサーレハの出身部族であるハーシド部族連合のサーディク・アル＝アフマル族長が大統領の退陣を求める声明を発表し、反政府デモ隊を正式に支持した。また、人権相や観光相、国連大使、シリア、エジプト、サウジアラビア、レバノン、中国の各国駐在大使、アデン県知事、国民全体会議幹部も18日の事態に抗議して20日に辞任した。また、イエメン軍内部でも大将2人や将校60人、内務省職員50人がデモへの支持を表明。サーレハの異母弟であるアリー・ムフスィン・アル＝アフマル陸軍第1装甲師団長がデモ隊を支持するとの声明をアルジャジーラで発表した。一方、アリー国防相は「軍は大統領を支持している」と語り、大統領宮殿や政府関連施設にサーレハの長男アフマドが司令官を務める共和国防衛隊が配備された。

### 年内退陣の提案

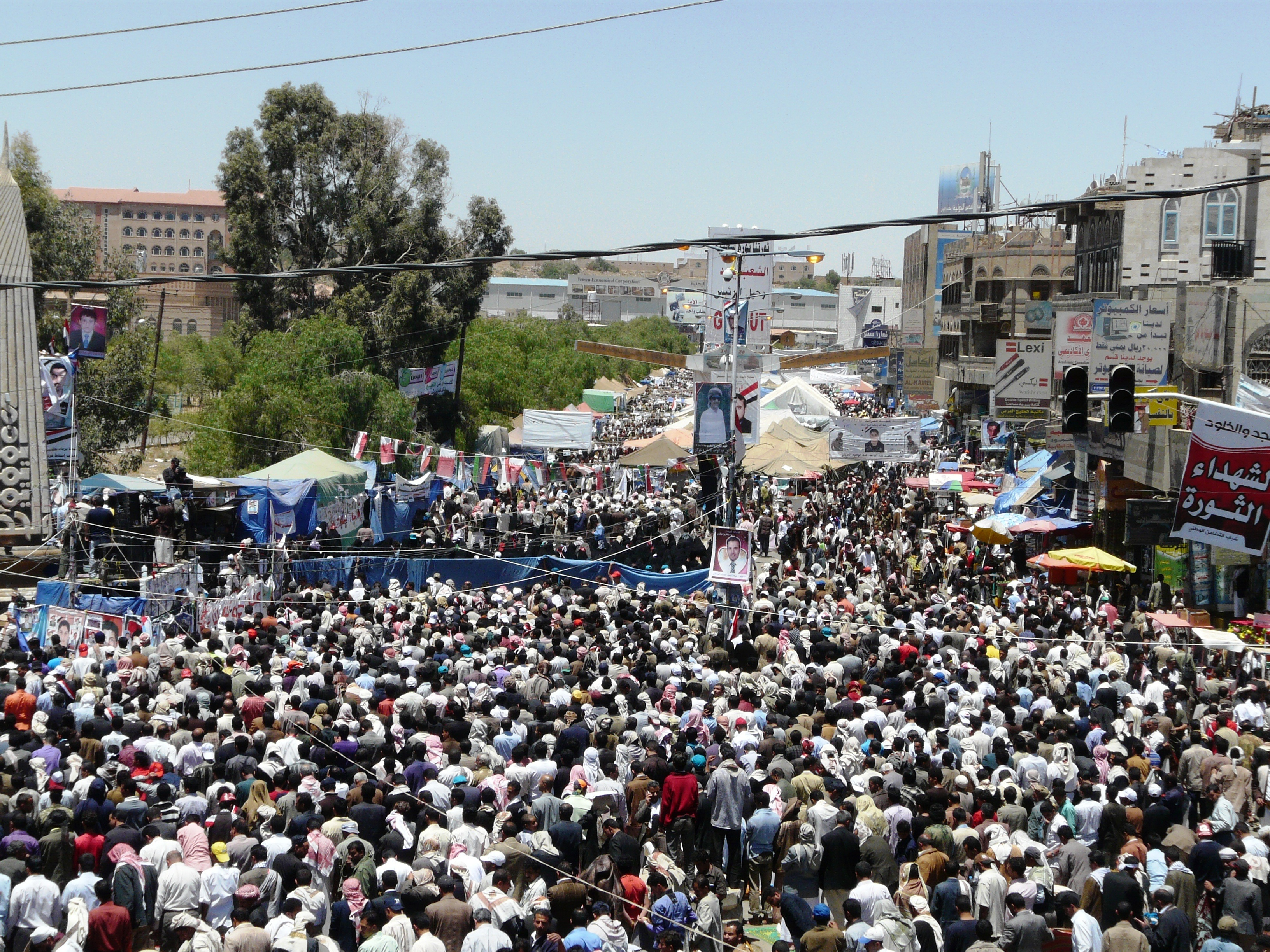
首都サナアにおける反政府デモ、2011年4月4日

一向に収まらぬ気配のない反政府デモに対処するため、サーレハは21日に年内退陣の提案を側近などに伝え、22日にスポークスマンにより発表。翌23日には野党や軍司令官らとの会談において、サーレハは年内に大統領選挙を実施すると表明したが、野党側が求める即時退陣は改めて拒否した。一方で22日に非常事態法が成立。1ヶ月限定で憲法の停止や司法手続きを経ることなく逮捕できるとした、デモ活動を封じ込めるための内容となっている。
湾岸協力会議(GCC)はサーレハの1ヶ月以内の退陣や訴追免除といった内容を含む収拾案を示し、サーレハ自身も4月23日の時点ではいったん受け入れを表明したが、それでも反政府デモの勢いが収まることはなかった。アメリカを始めとする諸外国はサーレハの退陣表明を歓迎したが、24日には早くも政権の早期移譲を拒否。30日には直前で調停案への署名を拒否した。
GCCはその後も調停案を軸とした交渉を続けたが、5月上旬には反政府勢力側も調停案を拒否した。5月18日にはサーレハが再び調停案受け入れを表明したとも伝えられたが、翌19日には再び拒否した。5月21日には野党勢力が調停案を受け入れたもののサーレハ側は受け入れ拒否の姿勢を崩さず、GCCは仲介を断念するに至った。
周辺諸国による調停が失敗したことにより、5月下旬より治安部隊と反政府勢力との間の衝突が激化。5月25日から26日にかけて50人以上が死亡、政府と敵対する部族の指導者に逮捕状が出されるなど、イエメンは内戦状態突入への危機に陥った。5月下旬に行われた第37回主要国首脳会議では首脳宣言でサーレハの退陣と、平和的な政権移譲を求めた。5月28日には治安部隊と反政府勢力の部族との間で停戦合意が行われ、つかの間の戦闘停止が実現したが、5月29日に治安部隊がデモ隊に発砲し20人以上が死亡するなど混乱は収まらなかった。また武装したアルカーイダ系の組織が治安部隊と衝突し、これに対処するため政府軍は5月30日にアルカーイダに占領された地域に空爆を行った。その後も衝突による犠牲者の数は増え続けた。

### 負傷とサウジでの治療
6月3日、反政府の部族の幹部が政府軍によって自宅を砲撃される。その後、大統領宮殿の敷地内にあるモスクが反政府勢力により砲撃され、正副の首相や国会議長、また大統領自身も負傷した。大統領には死亡説も流れたが、同日中に国営テレビに声だけ登場し無事をアピールすると共に、反政府の部族への攻撃を徹底するよう指示した。翌6月4日には同じく負傷したムジャッワル首相と共に治療のためサウジアラビアへの病院へ搬送され、副大統領のアブド・ラッボ・マンスール・ハーディーが大統領代行に就任した。こうした政治空白を突いてアルカーイダが実権を握らないよう、アメリカが反政府組織に対して攻撃を強化しているとも報じられた。
6月14日にはサーレハが滞在するサウジアラビアのアブドゥッラー国王と電話で会談し、順調に回復していると伝える一方で6月17日にはサウジアラビアの政府当局者が、サーレハがイエメンに帰国しないとの見通しを語ったと報じられ、イエメン外務省幹部がこれを否定するという事態になった。7月7日には入院中の姿がイエメン国営放送で流され、約1ヶ月ぶりに公の場所に姿を見せた。その中の演説で8回の手術を受けたことを明らかにし、反政府勢力との対話を呼びかけたものの自身の退陣には言及しなかった。サーレハとムジャッワルは8月6日に退院。ムジャッワルは8月23日に帰国し、サーレハは9月23日に帰国した。これにより再びイエメン国内で緊張が高まり、反政府デモにおいて軍による攻撃が行われ40人以上が死亡した。サーレハはサウジ滞在中の8月29日に大統領選挙を近いうちに実施する意向を表明していたが、帰国後には改めて辞任を拒否した。
ムハンマド・ナーセル・アリー国防大臣を狙った地雷テロが8月30日に、また自爆テロが9月28日に発生し、負傷者が出たがアリ国防相自身はいずれも難を逃れている。

### 大統領権限委譲
サーレハ退陣要求デモが続く中、2011年11月23日にサーレハはサウジアラビアのリヤドを訪問し、アブド・ラッボ・マンスール・ハーディー副大統領らへの30日以内の権限移譲などが盛り込まれた湾岸協力会議(GCC)や欧米による調停案に署名した。これによりサーレハ政権は12月23日をもって終了し（ただし名目上の大統領職にはとどまる）、その後60日以内に大統領選挙が行われることが確定した。この背景には、長引く紛争による大統領派の弱体化が指摘されている。アメリカや日本、EUなどはこれを支持する声明を発表したが、一方でサーレハは退陣の見返りとして訴追免除と身の安全が保障されることとなり、これに反政府派が反発しデモは収まらなかった。後継政権の首相には元外務大臣で野党指導者のムハンマド・サーレム・バーシンドワが指名され、12月7日に挙国一致内閣の閣僚が発表された。12月8日に副大統領によって新政府が承認された。政府にサーレハの「国民全体会議」のメンバーとともに、野党のメンバーらも含まれる。新内閣の構成は、合意された事項にしたがって「国民全体会議」のメンバーには国防相、外相、石油相、通信相、社会事業相のポストが割り当てられる。一方、野党側には、内相、財務相、計画相、情報相のポストが提供された。アブーバクル・アル＝キルビー外相およびムハンマド・ナーセル・アフマド・アリー国防相は留任。首相には予定通り野党側の指導者であるバーシンドワが就任した。12月18日にはサナアより政府軍、反政府軍の両方が撤退を開始した。
GCCなどとの調整案に基づき、2012年1月21日に議会が訴追免除を可能にする法律を可決させ、このため翌22日にはサナアで数千人による抗議デモが発生。同日、サーレハは治療の名目でアメリカへ出国し、テレビ演説で国民に対し謝罪の言葉を口にした。
2012年2月21日に行われた大統領選挙（任期は2年間）にはハーディー副大統領のみが立候補。99.8％の得票を得て当選し、2月25日に就任の宣誓を行った。

## タワックル・カルマン平和賞授賞
デモが続く2011年10月7日には、イエメン国内での反政府デモを先導してきた活動家の一人であるタワックル・カルマンのノーベル平和賞受賞が発表された。翌10月8日、サーレハは国営テレビにて、自らは権力を望んでおらず数日以内に権力から離れると宣言。退陣を示唆したと受け止められたが、しかしカルマンら活動家など反体制派は信頼できない言葉だと断じている。カルマン平和賞受賞の影響でスカーフやベールを燃やす抗議が行われた。

## 各国の反応
- アメリカ合衆国 - サーレハの次期大統領選挙への不出馬などの政治改革の動きに、バラク・オバマ大統領は支持を表明し、同時に暴力行為の停止を訴えた[89]。